# Miomantis caffra
Miomantis caffra är en bönsyrseart som beskrevs av Henri Saussure 1871. Miomantis caffra ingår i släktet Miomantis och familjen Mantidae. Inga underarter finns listade i Catalogue of Life.

## Bildgalleri

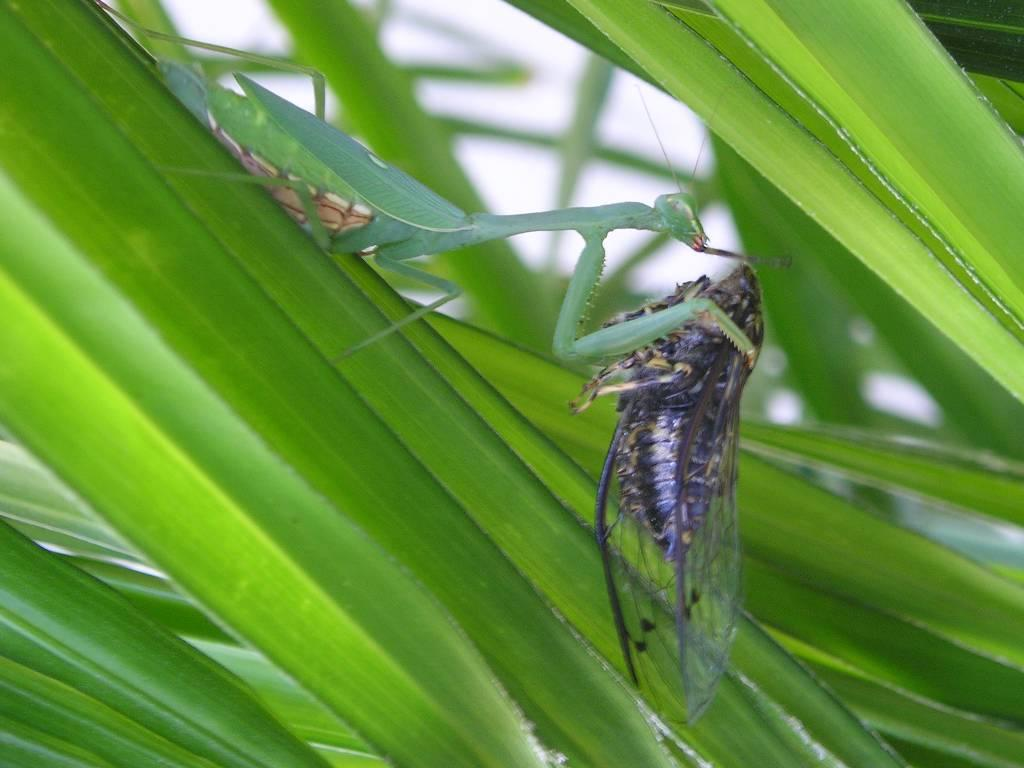
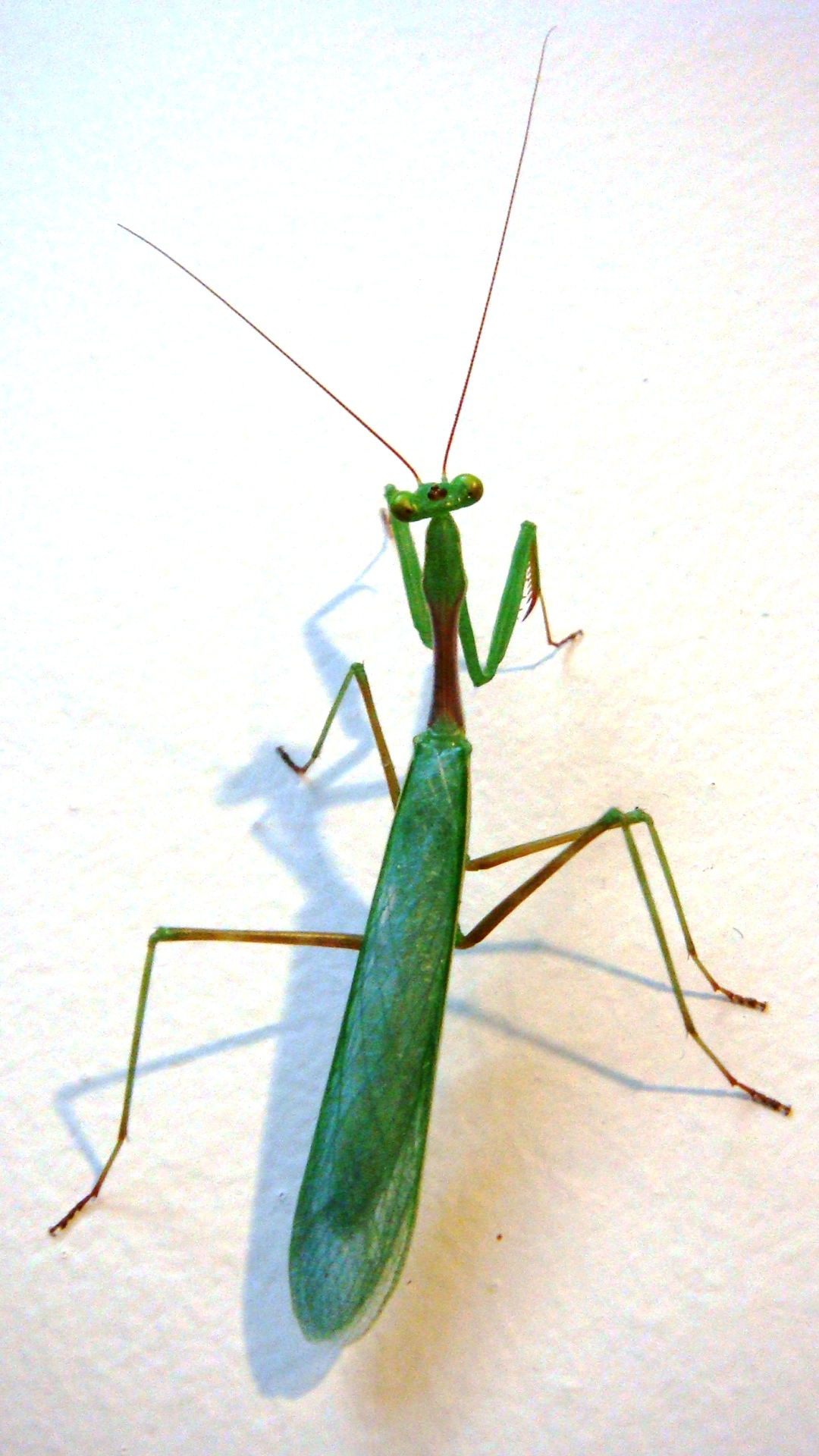
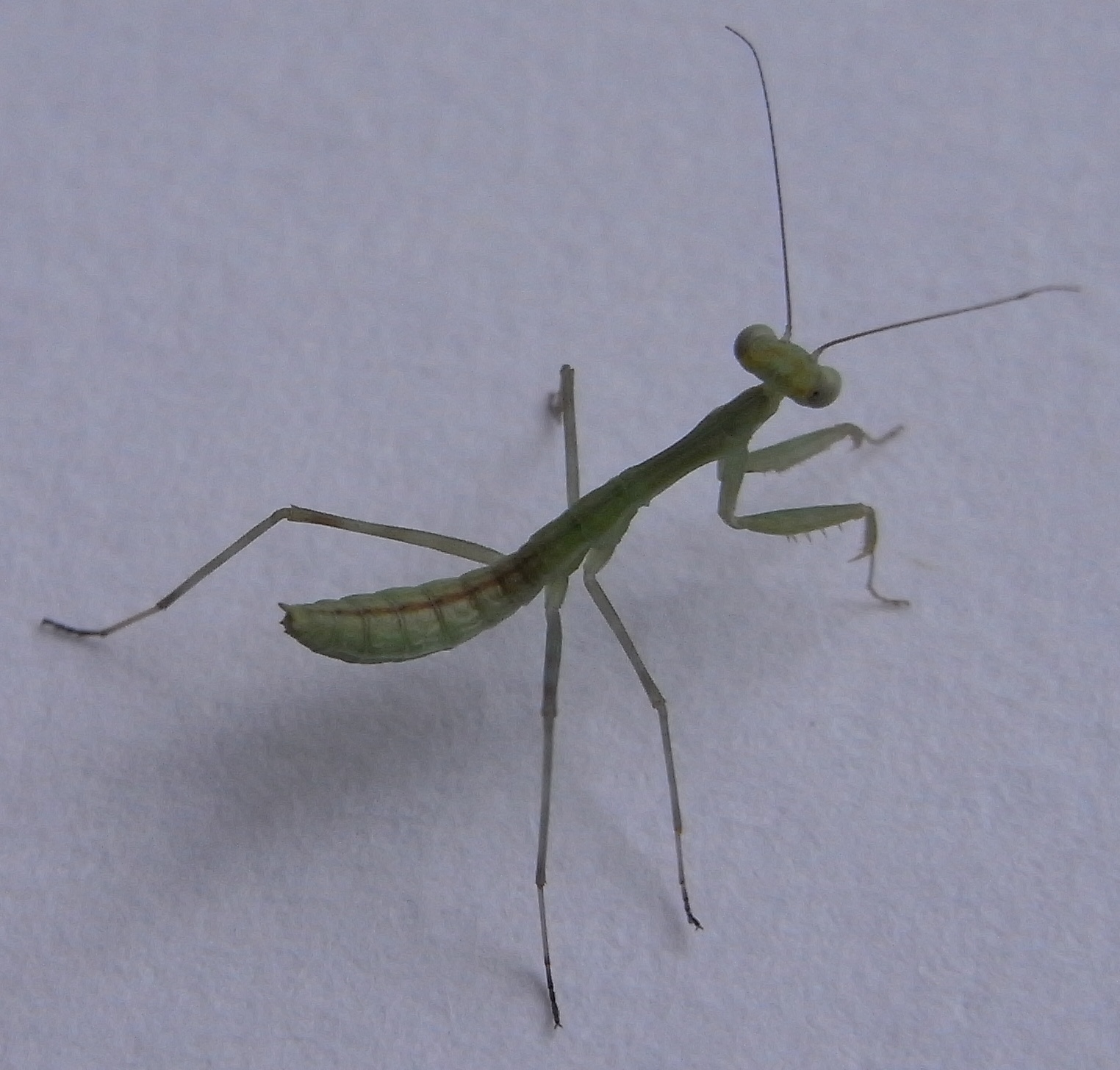
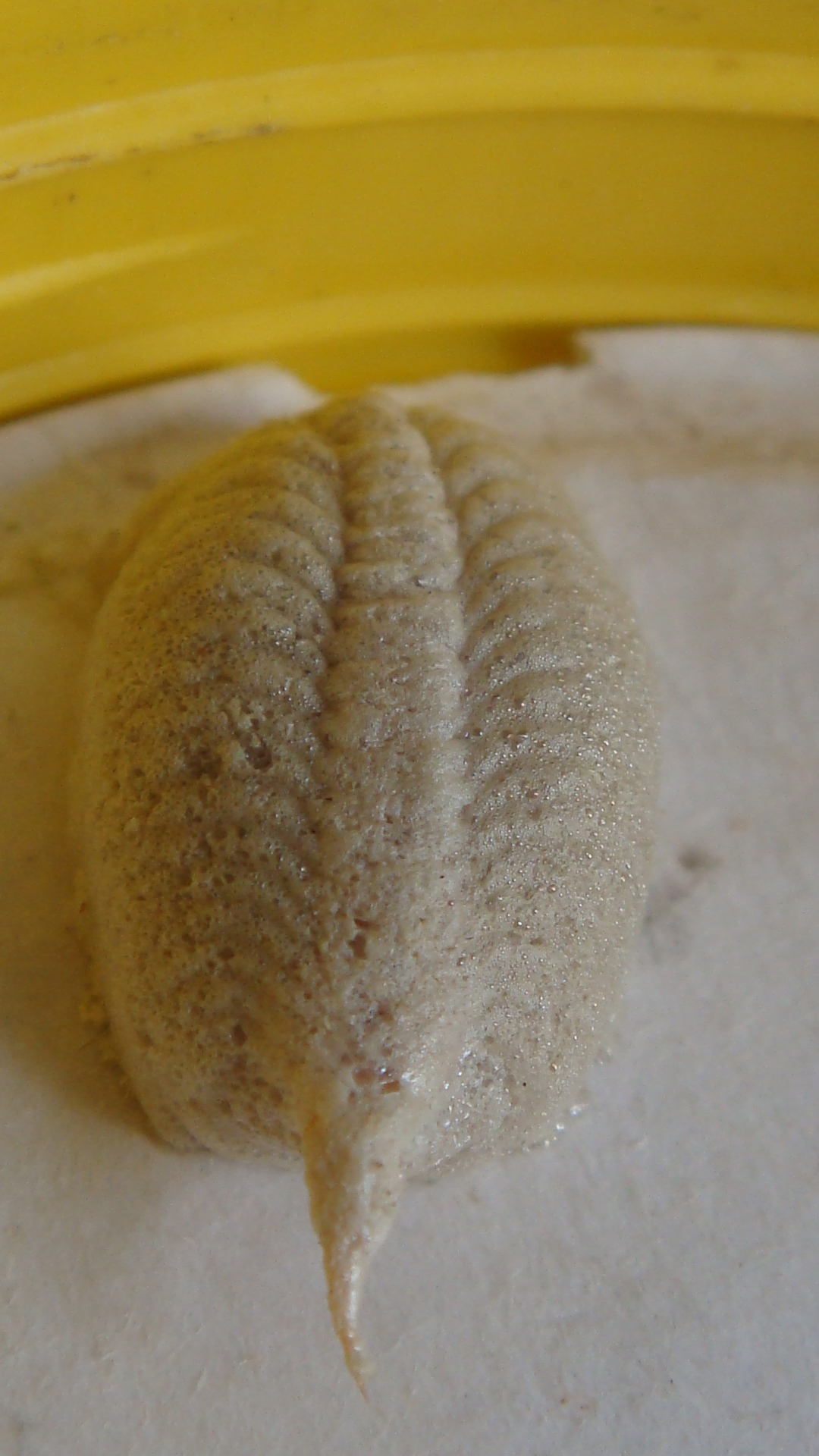
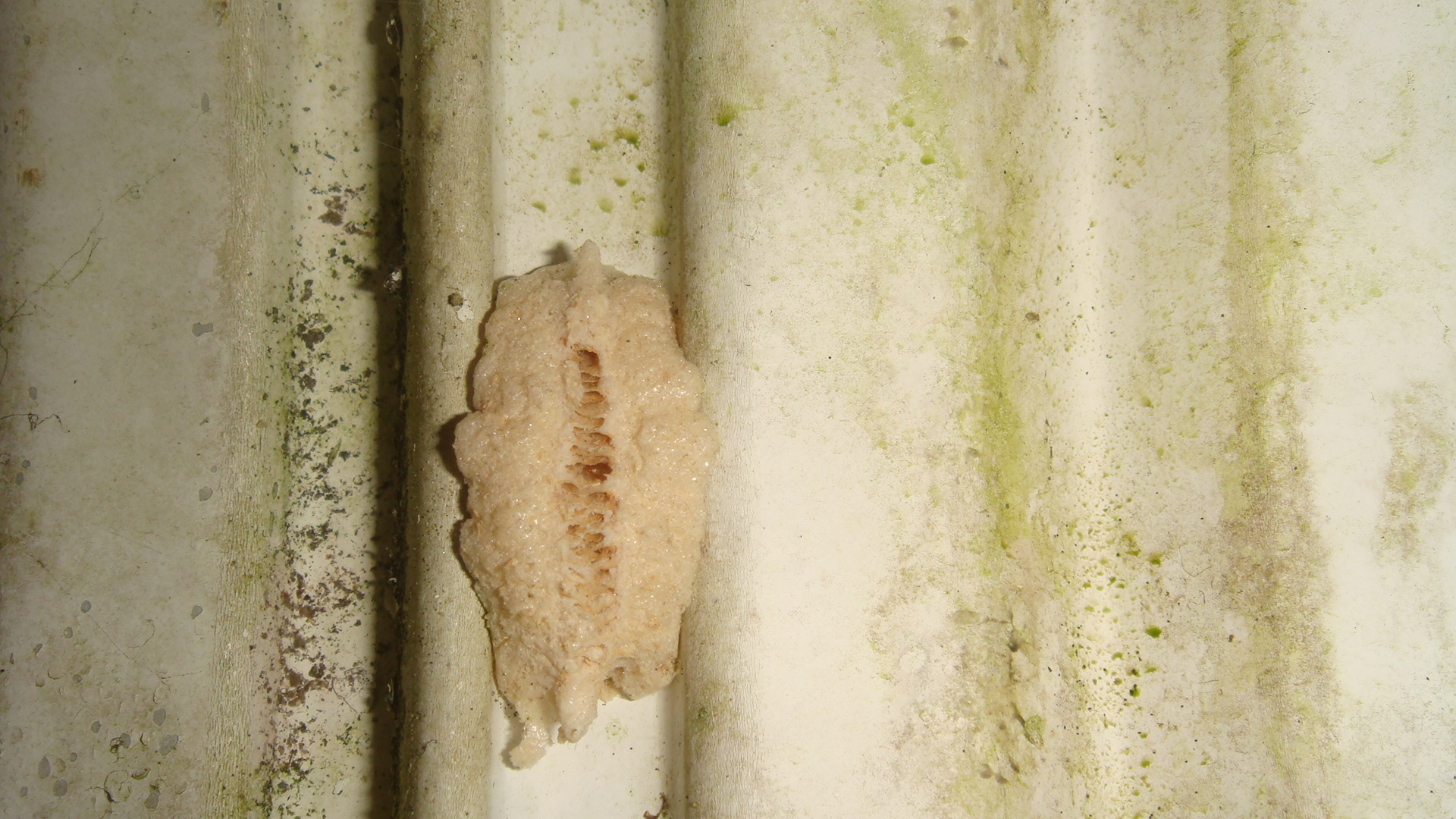
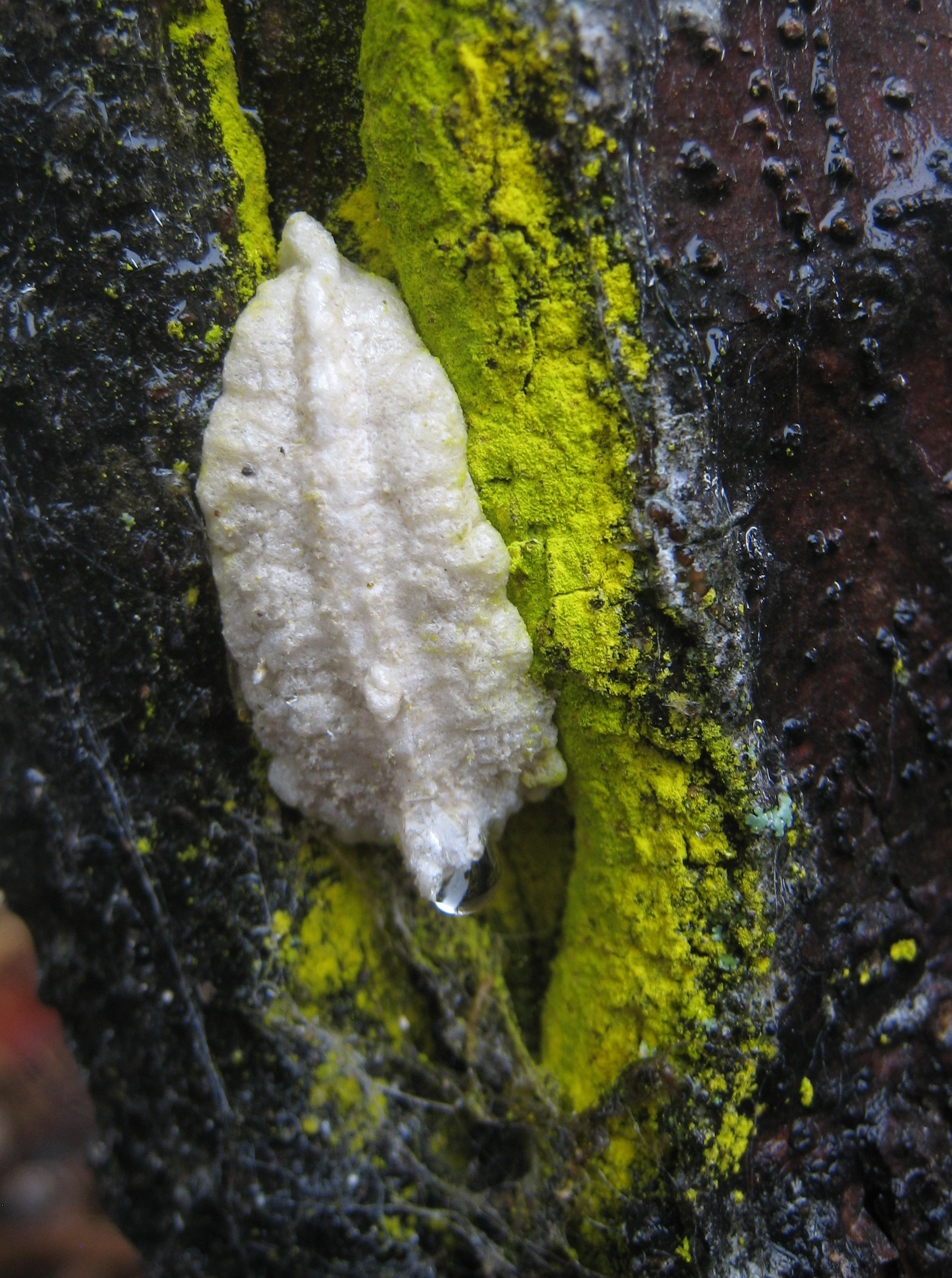